# Günther Friedrich Nolting
Günther Friedrich Nolting (* 7. April 1950 in Minden; † 13. August 2008 in Berlin) war ein deutscher Politiker.

## Leben
1972 wurde der studierte Pädagoge Nolting Mitglied der FDP. Er wurde 1987 über die nordrhein-westfälische Landesliste seiner Partei im Wahlkreis 135 (Minden-Lübbecke I) in den elften Deutschen Bundestag gewählt. Innerhalb des Parlamentes gehörte er bis zum Ende der 14. Wahlperiode dem Petitionsausschuss an. Bis zum Ende der 15. Wahlperiode war er Mitglied im Verteidigungsausschuss und sicherheitspolitischer Sprecher seiner Fraktion. 2005 schied Nolting aus dem Bundestag aus, da er bei den vorgezogenen Neuwahlen des Jahres nicht mehr antrat. Er starb im August 2008 nach kurzer, schwerer Krankheit.